# Francisco Rivera Ordóñez
Pour les articles homonymes, voir Ordóñez.
Francisco Rivera Ordóñez, né le 3 janvier 1974 à Madrid (Espagne), est un matador espagnol.

## Présentation
Francisco Rivera Ordóñez est fils du matador Francisco Rivera « Paquirri ». Par sa mère, Carmina Ordóñez, il est doublement petit-fils de matadors (Antonio Ordóñez et Domingo Dominguín) et arrière-petit-fils de matador (Cayetano Ordóñez « El Niño de la Palma »). Il est neveu de quelques autres matadors (José Rivera « Riverita », Curro Vázquez, Luis Miguel Dominguín). Son frère (Cayetano Rivera Ordóñez « Cayetano ») et son cousin (José Antonio Canales Rivera) eux aussi sont matadors.
En 2008, il reçoit la Médaille d'or du mérite des beaux-arts par le Ministère de l'Éducation, de la Culture et des Sports.

## Carrière
- Débuts en novillada : 7 août 1991, à Ronda (Espagne, province de Malaga)
- Alternative : À Séville (Espagne) le 23 avril 1995. Parrain, « Espartaco » ; témoin, « Jesulín de Ubrique ». Taureaux de la ganaderìa de Torrestrella.
- Confirmation d'alternative à Mexico : 26 novembre 2000. Parrain, Eloy Cavazos ; témoin, Manuel Martinez.
- 1995 : 90 corridas
- 1996 : 101 corridas (4e de l'escalafón)
- 1997 : 90 corridas
- 1998 : 88 corridas (3e de l'escalafón)
- 1999 : 82 corridas (3e de l'escalafón)
- 2000 : 55 corridas (14e de l'escalafón)
- 2001 : 53 corridas (11e de l'escalafón)
- 2002 : 61 corridas (10e de l'escalafón)
- 2003 : 68 corridas (9e de l'escalafón)
- 2004 : 58 corridas (10e de l'escalafón)
- 2005 : 77 corridas (2e de l'escalafón)
- 2006 : 79 corridas (4e de l'escalafón)
- 2007 : 78 corridas (5e de l'escalafón)
- 2008 : 60 corridas (8e de l'escalafón)
- 2009 : 63 corridas (4e de l'escalafón)

## Vie privée
Il épouse à Séville le 23 octobre 1998 Eugénia Martínez de Irujo y Fitzjames Stuart, fille de la duchesse d'Albe Cayetana Fitz-James Stuart, dont il a une fille, Cayetana Rivera Martínez de Irujo.
Il épouse à Ronda le 14 septembre 2013 Lourdes Beatriz Montes Parejo avec qui il a trois enfants, une fille, Carmen Rivera Montes et deux fils, Francisco Rivera Montes et Nicolàs Rivera Montes.